# Sergej Rusin
Sergej Aleksandrovič Rusin (in russo Сергей Александрович Русин?; 31 ottobre 1959) è un ex nuotatore sovietico, dal 1992 russo.

## Carriera
Fortemente specializzato nello stile libero, si è laureato campione continentale sulla distanza dei 400m ai campionati di Jönköping 1977.

## Palmares

### Competizioni internazionali
- Mondiali

Berlino 1978: argento nella 4x200m sl.
- Europei

Jönköping 1977: oro nei 400m sl e nella 4x200m.